# Ahmed Attaf

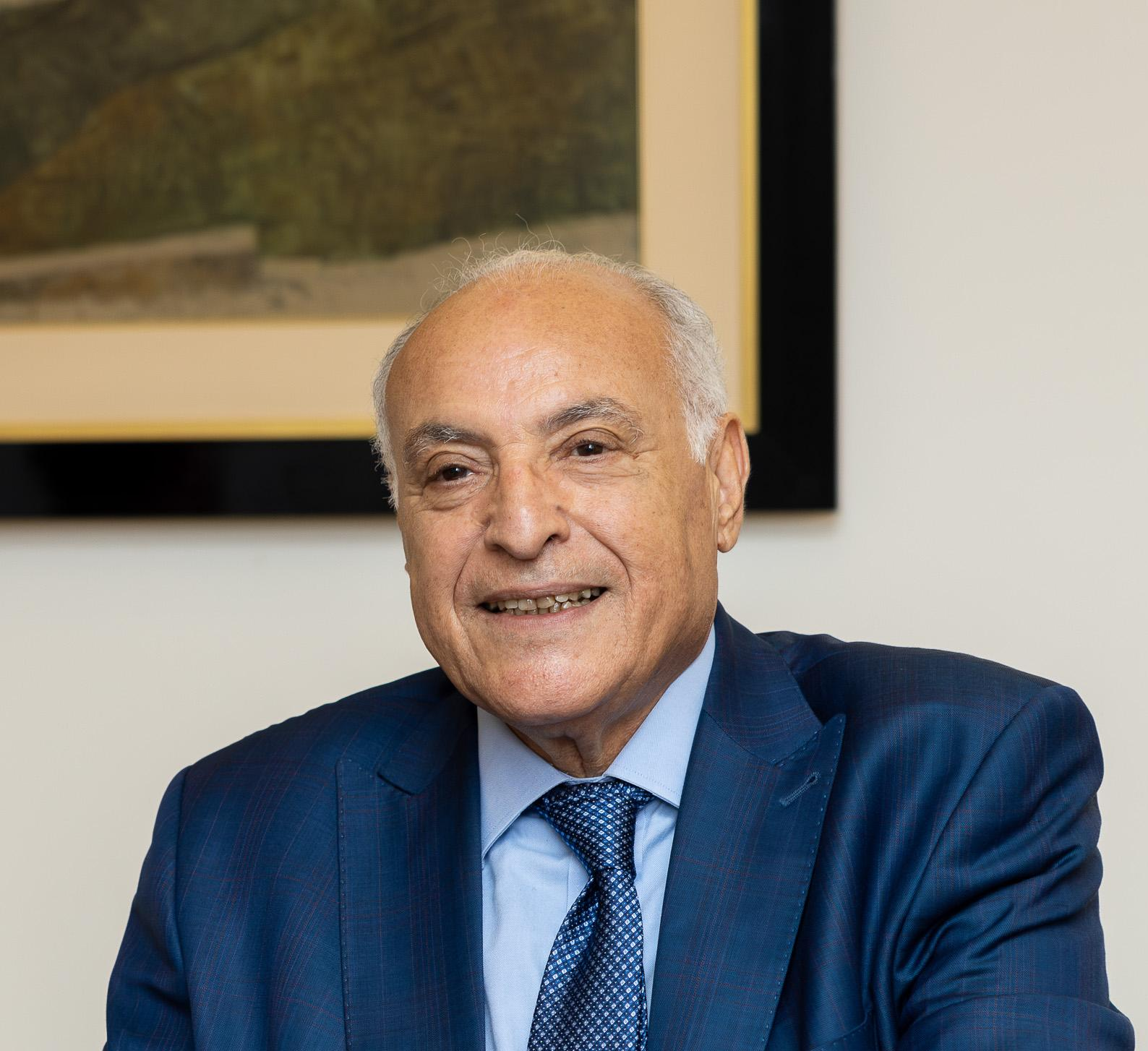
2024

Ahmed Attaf (* 10. Juli 1953 in Ain Defla, Provinz Ain Defla) ist ein algerischer Diplomat und Politiker.

## Biografie
Attaf begann seine berufliche Laufbahn als Diplomat im Außenministerium, wo er bereits 1977 für kurze Zeit Leiter der Abteilung multilaterale Verträge wurde. Noch im gleichen Jahr wurde er Leiter der Abteilung für politische Angelegenheiten der OAU und wechselte dann 1979 als Sekretär an die Ständige Vertretung bei den Vereinten Nationen in New York City.
1982 kehrte er nach Algerien zurück und wurde Stellvertretender Direktor für die Vereinten Nationen, Strategie und Abrüstung im Außenministerium. Anschließend war er dort von 1984 bis 1989 Direktor für Internationale Politik. 1989 erfolgte seine Berufung zum Botschafter in Jugoslawien und dann im Anschluss von 1992 bis 1994 zum Botschafter in Indien.
Nach seiner Rückkehr wurde er im März 1994 Staatssekretär für Kooperation und Angelegenheiten des Maghreb. Dieses Amt behielt er auch bei als er zusätzlich im Oktober 1994 Regierungssprecher wurde. Im Januar 1996 wurde Attef schließlich als Außenminister in die Regierung von Premierminister Ahmed Ouyahia berufen. Dieses Amt behielt er auch unter Ouyahias Nachfolger als Ministerpräsident, Smail Hamdani, von Dezember 1998 bis Dezember 1999.
Attef wurde darüber hinaus im Juni 1997 zum Abgeordneten der Nationalen Volksversammlung gewählt.